# Instituto Tecnológico de Mexicali
El Instituto Tecnológico de Mexicali es una institución pública de educación superior ubicado al sureste de Mexicali, Baja California, México.

## Antecedentes

### Historia
El día 19 de octubre de 1981, ante la presencia de autoridades gubernamentales y miembros de la comunidad se llevó a cabo la declaratoria inaugural del Instituto Tecnológico de Mexicali.
El Instituto nació con las carreras de Ingeniería Eléctrica en Control, Ingeniería Industrial Mecánica e Ingeniería Industrial en Electrónica, con 354 alumnos inscritos. Su manufactura fue de un edificio de dos niveles con aulas, un laboratorio de Química y un edificio de usos múltiples.
En la actualidad, la institución ofrece a la comunidad 12 carreras profesionales, 2 maestrías y una especialización en el área de posgrado, cuenta con 42 aulas, 7 laboratorios, 3 audiovisuales, salas de usos múltiples, un centro de información y una unidad académica, para atender una población de 3 mil alumnos de licenciatura y posgrado. Es dependiente, al igual que varios institutos tecnológicos, orgánica y funcionalmente del Gobierno Federal a través del Tecnológico Nacional de México.

### Carreras profesionales a nivel Licenciatura
- Contador Público
- Ingeniería Electrónica
- Ingeniería Eléctrica
- Ingeniería Industrial
- Ingeniería Logística
- Ingeniería Mecánica
- Ingeniería Mecatrónica
- Ingeniería Química
- Ingeniería Gestión Empresarial
- Ingeniería Energías Renovables
- Ingeniería en Sistemas Computacionales

### Carreras profesionales a nivel Maestría
- Maestría en Ingeniería Electrónica
- Maestría en Ingeniería en Sistemas Computacionales

Instituto Tecnológico de Mexicali
- Datos: Q5917864